# Boys Will Be Boys (film 1915)
Boys Will Be Boys è un cortometraggio muto del 1915 scritto, interpretato e diretto da Joseph Byron Totten.

## Produzione
Il film fu prodotto dalla Essanay Film Manufacturing Company.

## Distribuzione
Distribuito dalla General Film Company, il film - un cortometraggio in tre bobine - uscì nelle sale cinematografiche USA il 27 luglio 1915.